# Lodovico Scapinelli
Lodovico Scapinelli (Módena, 1585-Módena, 3 de enero de 1634) fue un humanista, filólogo, escritor, poeta y erudito italiano.

## Biografía
Ciego de nacimiento, recibió, sin embargo, una sólida instrucción, mereciendo por su talento el nombramiento de profesor de Elocuencia de la Universidad de Bolonia, donde acababa de recibirse de doctor (1609).

## Obras
Sus trabajos han sido publicados cerca de dos siglos después de su muerte con el título de «Obras del doctor Ludovico Scapinelli» (Parma, 1801, 2 vol. en 8.°). Es una colección de poesías italianas y latinas, seguida de quince disertaciones sobre Tito Livio.